# Verrucoentomon joannis
Verrucoentomon joannis är en urinsektsart som beskrevs av Andrzej Szeptycki 1988. Verrucoentomon joannis ingår i släktet Verrucoentomon och familjen lönntrevfotingar. Inga underarter finns listade i Catalogue of Life.